# Худяков Олександр Олексійович
Худяков Олександр Олексійович — (1906, село Ногуші, нині Башкирія, РФ — 6 квітня 1944, похований у смт Товсте Заліщицького району Тернопільської області) — радянський військовик. Герой Радянського Союзу (26 квітня 1944); ордени і медалі.
Учасник німецько-радянської війни від липня 1941. Воював на Північно-Західному, Воронезькому, 1-у Українському фронтах, служив у танкових військах.
Учасник форсування річки Дністер. 25 березня 1944 екіпаж танка Худякова серед перших вийшов на правий берег та утримував плацдарм.

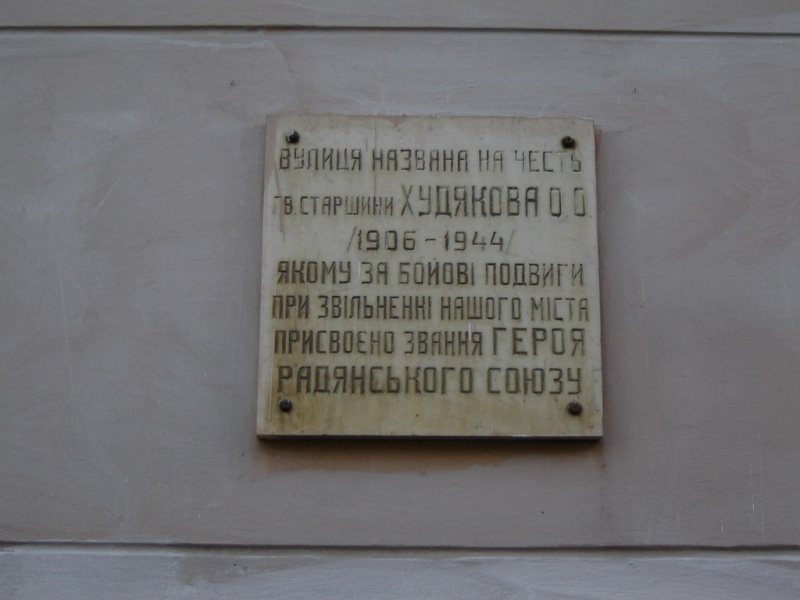
Меморіальна дошка О. О. Худякову у Чернівцях

## Вшанування пам'яті
Ім'ям Олександра Худякова названі вулиці у Чернівцях, Челябінську та Нязепетровську Челябінської області, у цих же містах встановлені меморіальні дошки. 2014 року в Чернівцях вулиці повернули історичну назву — Поштова.